# Stekelstaarteenden
De stekelstaarteenden of stekelstaarten (Oxyurinae) zijn een onderfamilie uit de familie der eenden, ganzen en zwanen (Anatidae). De geslachtengroep wordt ook vaak als een geslachtengroep van de Anatinae beschouwd, de Oxyurini. Tot deze onderfamilie behoren onder andere de rosse stekelstaart en de witkopeend.

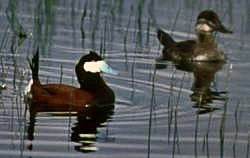
Rosse stekelstaart (Oxyura jamaicensis)

Boomeenden (Dendrocygninae) · Witrugeend (Thalassorninae) · Zwanen en ganzen (Anserinae) · Stippeleend (Stictonettinae) · Spoorwiekgans (Plectropterinae) · Halfganzen (Tadorninae) · Grondeleenden en duikeenden (Anatinae) · Eiders, zee-eenden, zaagbekken, etc (Merginae) · Stekelstaarteenden (Oxyurinae)
Grondeleenden (Anatini) · Duikeenden (Aythyini) · Lepelbekeenden (Malacorhynchini) · Zee-eenden, eiders, zaagbekken en verwanten (Mergini) · Stekelstaarteenden (Oxyurini)